# E. Hoffmann Price
Pour les articles homonymes, voir Price.
Œuvres principales
- Le Seigneur de l'illusion

E. Hoffmann Price, né le 3 juillet 1898 à Fowler en Californie et mort le 18 juin 1988 à Redwood City en Californie, est un écrivain américain de science-fiction et fantasy.

## Biographie
Vétéran de la Première Guerre mondiale, boxeur et escrimeur accompli, arabophone par passion pour l'Orient et sa littérature, grand amateur de bière, Edgar Hoffmann Trooper Price collabora régulièrement en tant que nouvelliste à un grand nombre de magazines populaires américains dont Weird Tales, ce qui lui permit de faire la connaissance de H. P. Lovecraft, Clark Ashton Smith et Robert E. Howard. Il est d'ailleurs le seul membre de leur groupe épistolaire à avoir rencontré en personne ces trois écrivains.
Les amateurs de H. P. Lovecraft se souviennent plus particulièrement d'E. Hoffmann Price pour son court récit « Le Seigneur de l'Illusion ». Enthousiasmé par la nouvelle de Lovecraft « La clé d'argent », parue en 1929 dans Weird Tales, Price avait en effet décidé d'écrire une suite à ce récit et de soumettre son texte à Lovecraft. Lovecraft le lut avec attention et entreprit de le remanier de façon assez radicale tout en conservant ce qui, selon lui, pouvait en faire l'intérêt ou l'originalité. On trouve ainsi dans la version définitive certaines préoccupations spirituelles assez éloignées de celles de Lovecraft. Cette collaboration donnera finalement naissance au texte que nous connaissons sous le titre de « À travers les portes de la clé d'argent », récit qui devait clore le cycle de Randolph Carter et du Monde des Rêves.

## Œuvres en français
- « À travers les portes de la clé d'argent » [« Through the Gates of the Silver Key », 1933] (en collaboration avec H. P. Lovecraft), dans H. P. Lovecraft, Démons et Merveilles, Les Deux-rives, 1955, réed. La Bibliothèque mondial 1960, réed. 10/18, 1962-2002, réed. OPTA, 1976 (Price non crédité), dans H. P. Lovecraft, Lovecraft vol.3, Robert Laffont, 1992 (Price crédité)
- « Évocation de Clark Ashton Smith » [« Clark Ashton Smith: A Memoir », 1964], dans Clark Ashton Smith, Morthylla, Néo, 1989  (ISBN 2730405313)
- « L'Homme qu'était Lovecraft » [« The Man Who Was Lovecraft », 1949], dans H. P. Lovecraft, Lovecraft vol.2, Robert Laffont, 1991  (ISBN 2221064607)
- « Le Présent du Rajah » [« The Gift of the Rajah », 1925], dans Jacques Sadoul (dir.), Les Meilleurs Récits de Weird Tales Tome 1, J'ai lu, 1975, réed. J'ai lu, 1989  (ISBN 2277225568)
- Le Seigneur de l'illusion [« The Lord of Illusion », 1932], La Clef d'Argent, 2000  (ISBN 2908254255), réed. La Clef d'Argent, 2007  (ISBN 9782908254525)